# Isoetes capensis
Isoetes capensis là một loài dương xỉ trong họ Isoetaceae. Loài này được Schelpe mô tả khoa học đầu tiên.
Danh pháp khoa học của loài này chưa được làm sáng tỏ. 